# Ronde van Frankrijk 1913
| Route van de Ronde van Frankrijk 1913. |                      |              |
| Eindklassement                         |                      |              |
| Eerste                                 | Philippe Thys        | 197h54'00"   |
| Tweede                                 | Gustave Garrigou     | + 8.37 min   |
| Derde                                  | Marcel Buysse        | + 3:30:55 h  |
| Vierde                                 | Firmin Lambot        | + 4:12:45 h  |
| Vijfde                                 | François Faber       | + 6:26:04 h  |
| Zesde                                  | Alfons Spiessens     | + 7:57:52 h  |
| Zevende                                | Eugène Christophe    | + 14:06:35 h |
| Achtste                                | Camillo Bertarelli   | + 16:21:38 h |
| Negende                                | Joseph Van Daele     | + 16:39:53 h |
| Tiende                                 | Emile Engel          | + 16:52:34 h |
| Rode Lantaarn                          | Henri Alavoine (25e) | + 76:55:52 h |
| Ploegenklassement                      | Peugeot              | -            |
| Tweede                                 | ?                    | -            |
| Derde                                  | ?                    | -            |

De 11e editie van de Ronde van Frankrijk ging van start op 29 juni 1913 in Parijs, alwaar de ronde op 27 juli van dat jaar ook eindigde.
- Aantal ritten: 15
- Totale afstand: 5287 km
- Gemiddelde snelheid: 26.715 km/u
- Aantal deelnemers: 140
- Aantal uitgereden: 25

## Verloop
De Tour van 1913 was er één met veel ongevallen. Eugène Christophe en Marcel Buysse waren twee belangrijke kandidaten tot ze technische problemen kregen met hun fiets. Nadat deze twee renners waren afgevallen als kandidaat voor de eindoverwinning waren alleen Lucien Petit-Breton en Philippe Thys hiervoor nog in de running. Later gaf Petit-Breton op. Ook Thys viel nog en was zelfs een ogenblik bewusteloos, toch slaagde hij er in om de Tour uit te rijden en te winnen. Ali Neffati uit Tunesië was met zijn 18 jaar, 5 maanden en een week op de startdatum de jongste deelnemer ooit aan de Tour.
Van al de ongelukken in deze Tour was het probleem van Eugène Christophe toch het opmerkelijkste. Tijdens een rit in de Pyreneeën viel hij aan en dicht bij de top van de Tourmalet sloeg het noodlot toe: zowel zijn voor- als de achtervork van zijn fiets braken, en helemaal geïsoleerd van de wereld wandelde hij 14 kilometer met zijn fiets naar het dorpje Sainte-Marie-de-Campan waar hij een smid vond. Volgens de reglementen moest Christophe zelf de reparaties verrichten, terwijl de smid aanwijzingen gaf. Hij deed er drie uur over en kreeg nog drie strafminuten omdat de smidsjongen de blaasbalg had bediend. In de vroege ochtend kon hij de etappe uitrijden en verder rijden in de ronde. Hiermee verloor hij wel al zijn kansen op winst. In Sainte-Marie-de-Campan staat nu een gedenkplaat aan Christophe's heldendaad.

## Belgische en Nederlandse prestaties
In totaal namen er 38 Belgen en 0 Nederlanders deel aan de Tour van 1913. Tien van de vijftien ritten werden gewonnen door Belgen. Naast de eindwinnaar eindigden nog 4 Belgen bij de eerste tien: Marcel Buysse, Firmin Lambot, Alfons Spiessens en Joseph Van Daele.

### Belgische etappezeges
- Marcel Buysse won de 4 etappe naar La Rochelle, de 7e etappe naar Perpignan, de 11e etappe naar Genève, de 12e etappe naar Belfort, de 14e etappe naar Duinkerke, de 15e etappe naar Parijs
- Jules Masselis won de 2e etappe naar Cherbourg
- Philippe Thys won de 6e etappe naar Luchon
- Firmin Lambot won 9e etappe naar Nice
- Henri Van Lerberghe won de 5e etappe Bayonne

## Etappe-overzicht
| etappe | datum   | route                       | afstand | ritwinnaar          | gele trui           |
| 1e     | 29 juni | Parijs - Le Havre           | 388 km  | Giovanni Micheletto | Giovanni Micheletto |
| 2e     | 1 juli  | Le Havre - Cherbourg        | 364 km  | Jules Masselis      | Jules Masselis      |
| 3e     | 3 juli  | Cherbourg - Brest           | 405 km  | Henri Pélissier     | Odiel Defraeye      |
| 4e     | 5 juli  | Brest - La Rochelle         | 470 km  | Marcel Buysse       | Odiel Defraeye      |
| 5e     | 7 juli  | La Rochelle - Bayonne       | 379 km  | H. Vanlerberghe     | Odiel Defraeye      |
| 6e     | 9 juli  | Bayonne - Luchon            | 326 km  | Philippe Thys       | Philippe Thys       |
| 7e     | 11 juli | Luchon - Perpignan          | 324 km  | Marcel Buysse       | Marcel Buysse       |
| 8e     | 13 juli | Perpignan - Aix-en-Provence | 325 km  | Gustave Garrigou    | Marcel Buysse       |
| 9e     | 15 juli | Aix-en-Provence - Nice      | 356 km  | Firmin Lambot       | Philippe Thys       |
| 10e    | 17 juli | Nice - Grenoble             | 333 km  | François Faber      | Philippe Thys       |
| 11e    | 19 juli | Grenoble - Genève           | 325 km  | Marcel Buysse       | Philippe Thys       |
| 12e    | 21 juli | Genève - Belfort            | 335 km  | Marcel Buysse       | Philippe Thys       |
| 13e    | 23 juli | Belfort - Longwy            | 325 km  | François Faber      | Philippe Thys       |
| 14e    | 25 juli | Longwy - Dunkerque          | 393 km  | Marcel Buysse       | Philippe Thys       |
| 15e    | 27 juli | Dunkerque - Parijs          | 340 km  | Marcel Buysse       | Philippe Thys       |

 winnaars gele trui · 
 puntenklassement · 
 bergklassement · 
 jongerenklassement · 
 tussensprintklassement · 
 combinatieklassement · 
 ploegenklassement · 
 strijdlust · 
rode lantaarn
records · meeste deelnames · ranglijst etappewinnaars · bekende beklimmingen · valpartijen · dopinggevallen · Grand Départ · Souvenir Henri Desgrange
1903 · 
1904 · 
1905 · 
1906 · 
1907 · 
1908 · 
1909 · 
1910 · 
1911 · 
1912 · 
1913 · 
1914 ·
1915 ·
1916 ·
1917 ·
1918 · 
1919 · 
1920 · 
1921 · 
1922 · 
1923 · 
1924 · 
1925 · 
1926 · 
1927 · 
1928 · 
1929 · 
1930 · 
1931 · 
1932 · 
1933 · 
1934 · 
1935 · 
1936 · 
1937 · 
1938 · 
1939 · 
1940 ·
1941 ·
1942 ·
1943 ·
1944 ·
1945 ·
1946 ·
1947 · 
1948 · 
1949 · 
1950 · 
1951 · 
1952 · 
1953 · 
1954 · 
1955 · 
1956 · 
1957 · 
1958 · 
1959 · 
1960 · 
1961 · 
1962 · 
1963 · 
1964 · 
1965 · 
1966 · 
1967 · 
1968 · 
1969 · 
1970 · 
1971 · 
1972 · 
1973 · 
1974 · 
1975 · 
1976 · 
1977 · 
1978 · 
1979 · 
1980 · 
1981 · 
1982 · 
1983 · 
1984 · 
1985 · 
1986 · 
1987 · 
1988 · 
1989 · 
1990 · 
1991 · 
1992 · 
1993 · 
1994 · 
1995 · 
1996 · 
1997 · 
1998 · 
1999 · 
2000 · 
2001 · 
2002 · 
2003 · 
2004 · 
2005 · 
2006 · 
2007 · 
2008 · 
2009 · 
2010 · 
2011 · 
2012 · 
2013 · 
2014 · 
2015 · 
2016 · 
2017 · 
2018 · 
2019 ·
2020 · 
2021 · 
2022 · 
2023 · 
2024 · 
2025